# Alessia Orro
Alessia Orro (nascida em 18 de julho de 1998) é uma jogadora de vôlei italiana. Ela competiu no torneio feminino nos Jogos Olímpicos de Verão de 2016. Ela também participou do Montreux Volley Masters de 2019.

## Prêmios

### Indivíduos
- Campeonato Europeu de Voleibol Feminino de 2021 - "Melhor Levantadora"
- Liga das Nações da FIVB 2022 e Liga das Nações da FIVB 2025 - "Melhor Levantadora"